# Liste der Kulturdenkmäler in Brachbach
In der Liste der Kulturdenkmäler in Brachbach sind alle Kulturdenkmäler der rheinland-pfälzischen Gemeinde Brachbach aufgelistet. Grundlage ist die Denkmalliste des Landes Rheinland-Pfalz (Stand: 4. Mai 2023).

## Einzeldenkmäler
| Bezeichnung                       | Lage                 | Baujahr                  | Beschreibung                                                                                | Bild |
| --------------------------------- | -------------------- | ------------------------ | ------------------------------------------------------------------------------------------- | ---- |
| Wohnhaus                          | Kirchstraße 3 Lage   | 1647                     | Fachwerkhaus, teilweise verschiefert, angeblich von 1647, wohl noch aus dem 17. Jahrhundert | BW   |
| Katholische Pfarrkirche St. Josef | Kirchstraße 9 Lage   | 1870                     | neugotische Hallenkirche, 1870, Westbau, Bruchstein, 1911                                   | BW   |
| Wohnhaus                          | Mittelstraße 42 Lage | 17. oder 18. Jahrhundert | giebelständiges Fachwerkwohnhaus, 17. oder 18. Jahrhundert                                  | BW   |
| Wohnhaus                          | Siegstraße 7 Lage    | 18. Jahrhundert          | Fachwerkhaus mit Niederlass, 18. Jahrhundert                                                | BW   |